# Waldemar Sjölander
Waldemar Sjölander (* 6. Januar 1908 (?) in Göteborg; † 1988 in Mexiko-Stadt) war ein schwedisch-mexikanischer Maler, Grafiker und Bildhauer.

## Biografie
Sjölander kam nach dem Zweiten Weltkrieg über Kuba nach Mexiko. Im Palacio de Bellas Artes stellte er 1947 erstmals aus. An der Escuela Nacional de Artes Plásticas lehrte er Malerei und an der Escuela Nacional de Pintura, Escultura y Grabado „La Esmeralda“ Bildhauerei.
Einige seiner Werke befinden sich heute im Museo de Arte Moderno in Mexiko-Stadt, im Moderna Museet in Stockholm sowie im Göteborgs konstmuseum. Das Göteborger Kunstmuseum rechnet ihn zu der Künstlergruppe der Göteborger Koloristen (Göteborgskoloristerna).

## Ausstellungsteilnahmen
- 1960: Internationale Biennale für Bildhauerei, Tokio
- 1961: Biennale von São Paulo
- 1972: Internationale Biennale für Bildhauerei, Tokio